# Iglesia de Nuestra Señora de los Dolores (Viña del Mar)
La Iglesia de Nuestra Señora de Dolores, también conocida simplemente como Parroquia de Viña del Mar, es un templo católico ubicado en la intersección de la calle Álvares con la Plaza Eduardo Grove, en pleno centro de la ciudad de Viña del Mar, Región de Valparaíso, Chile.
Comenzó como una pequeña capilla construida por decisión de Dolores Pérez en 1871. En el año 1882 se erigió como iglesia pública para atender a los fieles de Viña del Mar, Concón, El Salto y Peñablanca, bajo la advocación de Nuestra Señora de los Dolores. Esta nueva construcción fue diseñada por el italiano Eusebio Chelli y fue demolida luego del daño producido por el terremoto de 1906.
Luego del terremoto se decidió levantar un nuevo templo en la misma ubicación del anterior, diseñado por Emilio Jecquier, de estilo neorrománico e inaugurado finalmente el 28 de febrero de 1912.
En su interior se conserva la pila donde fue bautizado, el 23 de enero de 1901, San Alberto Hurtado, santo chileno oriundo de la ciudad de Viña del Mar.